# Марьино (сельское поселение Сиземское)
Марьино — деревня в Шекснинском районе Вологодской области России. Входит в состав сельского поселения Сиземского, с точки зрения административно-территориального деления — в Сиземский сельсовет.

## География

### Географическое положение
Расстояние до районного центра Шексны по автодороге — 33,1 км, до центра муниципального образования Чаромского по прямой — 8 км. Ближайшие населённые пункты — Малый Овинец, Романниково, Поляна, Уварово, Сизьма, Зверинец.

## Население
| 2010 |
| ---- |
| 7    |

По переписи 2002 года население — 16 человек.

## Инфраструктура
Личное подсобное хозяйство.

## Транспорт
Деревня доступна автотранспортом по автодороге 19-25ОПМЗ19Н-070.